# 山田俊幸
山田 俊幸（やまだ としゆき、1947年〈昭和22年〉 - 2024年〈令和6年〉11月3日）は、日本近代文学研究者、少女文化研究者。元帝塚山学院大学教授。

## 人物
新潟県柏崎市生まれ。國學院大學文学部卒業。帝塚山学院大学文学部助教授、教授、リベラルアーツ学部教授を歴任。日本絵葉書会会長。大正イマジュリィ学会常任委員。『一寸』同人。
2024年11月3日、多臓器不全のため死去。77歳没。

## 著書
- 『忘却の淵から』風信社、1971
- 『漢字検定準1級試験問題集』池田書店、1996
- 『アンティーク絵はがきの誘惑』産經新聞出版、2007

### 共著編
- 『論集立原道造』編 風信社、1983
- 『流行語カタログ 1868-1960』横田章、岩切信一郎共著 泰流社、1987
- 『山本鼎生誕120年展 山本鼎その仕事～版画と装幀に光をあてて』前澤朋美共編 上田市山本鼎記念館、2002
- 『語源 ルーツを知れば思わずナットク!』編著 PHP研究所、2005 雑学3分間ビジュアル図解シリーズ
- 『続・芸術家の年賀状』編 二玄社、2006
- 『小林かいちの世界 まぼろしの京都アール・デコ』永山多貴子共編 国書刊行会、2007
- 『年賀絵はがきグラフィティ』編著 青弓社、2013

### 監修
- 『スクールライフことわざ辞典 すぐに使える例文がいっぱい。』ナツメ社、1989
- 『大正・昭和の乙女デザイン ロマンチック絵はがき 林宏樹コレクション』ピエ・ブックス、2009
- 『大正イマジュリィの世界 デザインとイラストレーションのモダーンズ』谷口朋子、瀬尾典昭、竹内貴久雄,辺見海共編 ピエ・ブックス、2010
- 『近代ニッポン「しおり」大図鑑』羽島知之、竹内貴久雄編 国書刊行会、2011
- 『加藤まさをのロマンティック・ファンタジー 大正・昭和の乙女デザイン』永山多貴子、竹内唯編 国書刊行会、2013

## 参考
- [ISBN 978-4-86029-297-3]
- 帝塚山学院大学